# Martania taeniata
Martania taeniata (syn. Perizoma taeniata) is een vlinder uit de familie van de spanners (Geometridae).
De spanwijdte is 19 tot zo'n 28 millimeter. Over de vleugel lopen geelbruine en zwartbruine banden die worden afgescheiden door witte golflijnen. De achtervleugel is vuilwit met donkere spikkeling en een duidelijke middenstip.
De soort vliegt in een jaarlijkse generatie in juli en begin augustus. Onzeker is welke waardplanten de soort gebruikt. Men vermoedt dat het gaat om mossen, maar in gevangenschap eet de rups diverse planten, zoals paardenbloem, vogelmuur en gewoon varkensgras. De rups leeft van augustus tot juni en overwintert.
De soort komt voor een groot deel van het Palearctisch gebied, maar niet in Nederland en België. De habitat is vochtig open bos.